# Adelolophus
Adelolophus (лат.) — род утконосых динозавров из подсемейства ламбеозаврин (Lambeosaurinae), чьи ископаемые остатки были обнаружены в верхнемеловых (кампанских) отложениях формации формации Уауип (Wahweap Formation) в штате Юта, США. Включает единственный вид — Adelolophus hutchisoni.
Голотип UCMP 152028, размещённый в Университете калифорнийского музея палеонтологии, представляет собой правую верхнечелюстную кость. Новый таксон был введён в систематику и описан группой учёных под руководством Терри Гейтса в 2014 году. Родовое название происходит от др.-греч. α — не, др.-греч. δηλόω — обнаруживать, раскрывать, и λόφη — гребень. Видовое название дано в честь Джона Хатчисона, обнаружившего окаменелость в 1999 году. Авторы описания интерпретировали Adelolophus как самого древнего ламбеозаврина Северной Америки.